# Karakteristični polinom
Karakteristični polinom kvadratne matrice A reda n je polinom koji se dobije izračunavanjem determinante karakteristične matrice A—λI, gdje je I kvadratna jedinična matrica reda n, a λ je neodređen. 
Ako je
{\displaystyle \mathbf {A} ={\begin{bmatrix}a_{11}&a_{12}&\cdots &a_{1n}\\a_{21}&a_{22}&\cdots &a_{2n}\\\vdots &\vdots &\ddots &\vdots \\a_{n1}&a_{n2}&\cdots &a_{nn}\end{bmatrix}}}
tada je karakteristični polinom matrice A
{\displaystyle |\mathbf {A} -\lambda \mathbf {I} |={\begin{vmatrix}a_{11}-\lambda &a_{12}&\cdots &a_{1n}\\a_{21}&a_{22}-\lambda &\cdots &a_{2n}\\\vdots &\vdots &\ddots &\vdots \\a_{n1}&a_{n2}&\cdots &a_{nn}-\lambda \end{vmatrix}}}
Karakteristični polinom je od koristi za izračunavanje nekoliko važnih svojstava matrice: nule karakterističnog polinoma su svojstvene vrijednosti matrice.

## Primjer
Recimo da želimo izračunati karakteristični polinom matrice
{\displaystyle A={\begin{pmatrix}2&1\\-1&0\end{pmatrix}}.}
Trebamo izračunati determinantu od
{\displaystyle A-\lambda I={\begin{pmatrix}2-\lambda &1\\-1&-\lambda \end{pmatrix}}}
a ona je 
{\displaystyle (2-\lambda )(-\lambda )-(-1)(1)=\lambda ^{2}-2\lambda +1}.
Ovo je karakteristični polinom od A.

## Svojstva
Svi realni polinomi neparnog stupnja imaju bar jedan realan broj kao korijen, tako da za neparno n svaka realna matrica ima najmanje jednu svojstvenu vrijednost. Mnogi realni polinomi parnog stupnja nemaju realni korijen, ali osnovni stavak algebre tvrdi da svaki polinom stupnja n ima n kompleksnih korijena.
Slične matrice imaju iste karakteristične polinome. Međutim, dvije matrice koje imaju iste karakteristične polinome ne moraju nužno biti slične. Matrica A i transponirana matrica AT imaju iste karakteristične polinome. 
Cayley-Hamiltonov teorem tvrdi da ako ubacimo A u karakteristični polinom pA(t) dobivamo nul-matricu:
{\displaystyle p_{A}(A)=0}.
Jednostavno, svaka matrica zadovoljava svoju karakterističnu jednadžbu. Kao posljedicu ovoga možemo pokazati da minimalni polinom od A dijeli karakteristični polinom od A.